# こんなにも
「こんなにも」は、2015年2月11日にrhythm zoneから発売されたDreamの24作目のシングル。

## 概要
- 新曲が2015年2月11日に発売されることが2014年12月18日に発表され、Lyric Videoが公開[2]。新生Dreamメジャーシングル5作目である。
- 「CD＋DVD」、「CDシングル」、「ワンコインCD」、「ミュージックカード(MU-CA)」（5種、AQZ1-76928〜32）の4形態でリリース[3]。
- EXILE ATSUSHIがDreamのために書き下ろした「希望の光〜奇跡を信じて〜」のオリジナルバージョンが収録[3]。2015年1月9日に「こんなにも」のミュージックビデオと「希望の光」の制作風景を紡いだムービーが公開[4]。
- 表題曲はハウステンボス「光の王国・チューリップ祭ダブル開催」のCM曲[2][5]である。
- オリコンウィークリーチャートで3位を獲得。前作「ダーリン」の4位を上回り、これまでリリースされた作品の中で最高順位を記録した[6]。

## 収録曲

### CDシングル+DVD

#### CD
1. こんなにも
作詞：Ayaka Miyake・Natsumi Watanabe、作曲：Ian Curnow・Barbi Escobar・Carlos Okabe
  - ハウステンボス「光の王国・チューリップ祭ダブル開催」CMソング[2][5]
2. HOLD ON
日本語詞：小竹正人、作曲：Chynna Phillips、Carnie Wilson、Glen Ballard
  - 原曲は Wilson Phillips「Hold On」
3. One First Kiss
作詞・作曲：Ryosuke“Dr.R”Sakai
4. 希望の光 〜奇跡を信じて〜
作詞：EXILE ATSUSHI、作曲：Ryosuke Shigenaga
5. こんなにも (Instrumental)

#### DVD
1. こんなにも (Video Clip)
2. こんなにも (Making Clip)
3. 希望の光 〜奇跡を信じて〜（Bonus Movie）

### CDシングル
1. こんなにも
2. HOLD ON
3. One First Kiss
4. 希望の光 〜奇跡を信じて〜
5. こんなにも (Instrumental)
6. One First Kiss (Instrumental)
7. HOLD ON (Instrumental)
8. 希望の光 〜奇跡を信じて〜 (Instrumental)

### ワンコインCD
1. こんなにも

### ミュージックカード(MU-CA)
1. こんなにも